# Magdalena Atlazolpa
La Magdalena Atlazolpa es uno de los dieciséis pueblos originarios de Iztapalapa. Esta ubicado en la zona noroeste de la alcaldía sobre la Calzada de la Viga. Limita al norte con el  Pueblo de Iztacalco de la alcaldía homónima , al sur con el pueblo de San Juanico Nextipac, al este con el  Pueblo Aculco  y al oeste con el de Pueblo San Andrés Tetepilco.

## Geografía

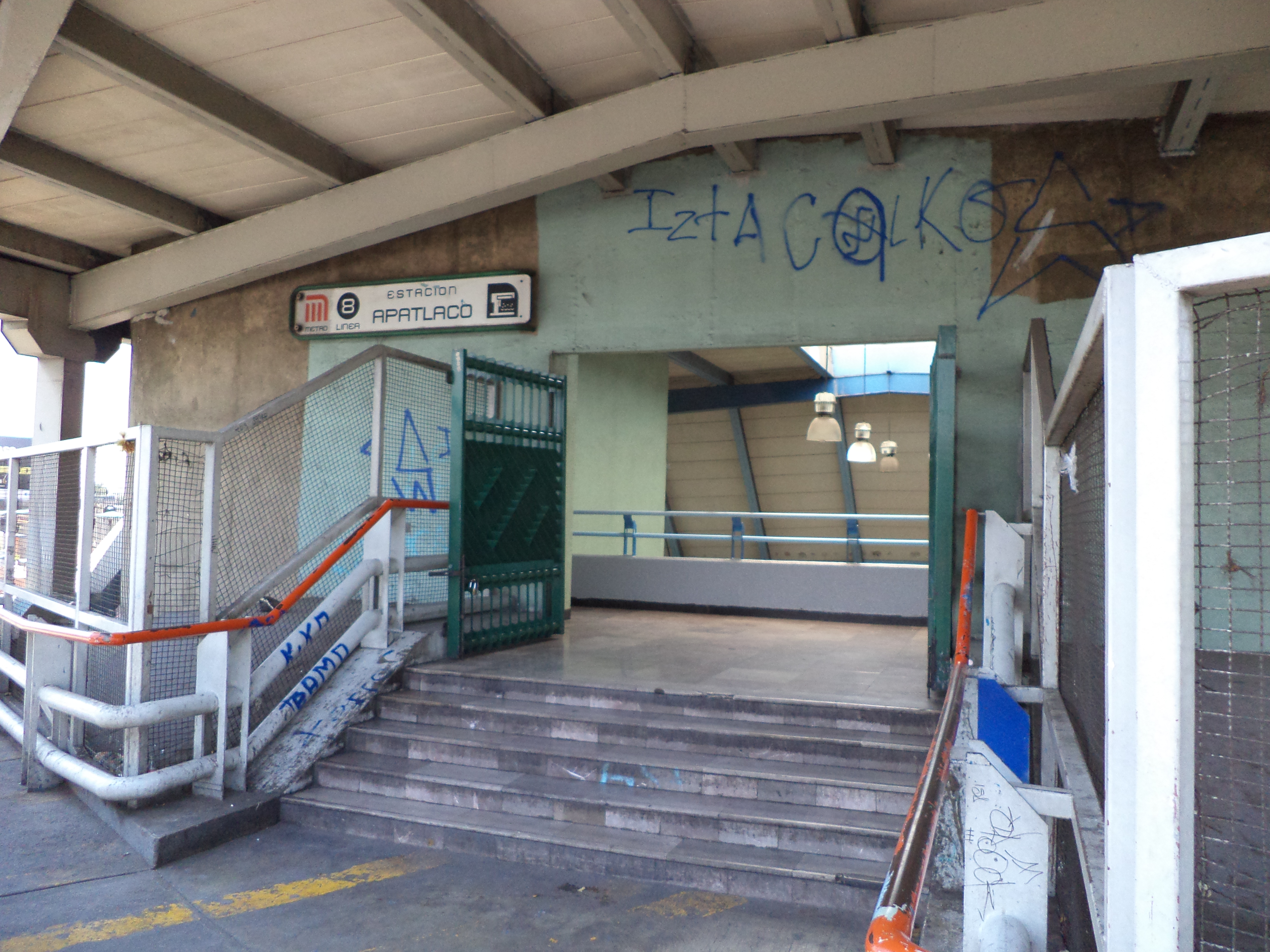
El Metro Apatlaco queda cerca del pueblo

El pueblo de la Magdalena Atlazolpa se ubica en la zona norponiente de la alcaldía, a 3 km de la Central de Abasto de la Ciudad de México. Durante tiempos del México Prehispánico y la colonia estaba sobre el canal de La Viga, ahora se ubica en la zona de La Viga